# Berliet GS
Der Berliet GS war eine französische Nutzfahrzeugbaureihe von Berliet aus den 1920er Jahren, die in etlichen Varianten für Lastkraftwagen, Omnibusse und sonstige Nutzfahrzeuge gefertigt wurde.

## Geschichte, Technik
Die allgemeine Betriebserlaubnis für die erste Variante, den Berliet GSB, wurde im Juni 1924 erteilt. Die verschiedenen Varianten wurden bis mindestens 1932 gebaut und waren noch lange Jahre danach im Einsatz. Das Chassis wurde vor allem für Omnibusaufbauten für Stadtbusse verwendet, es war entsprechend tiefer gelegt.
Das Fahrzeug hatte hydraulisch betätigte Bremsen an allen vier Rädern. Sein Getriebe hatte vier Vorwärtsgänge, dazu einen Rückwärtsgang. Die Hinterachse wurde über eine Kardanwelle angetrieben.

## Varianten
Es gab von dem hier behandelten Typ zahlreiche Varianten, deren technische Daten der folgenden Übersicht entnommen werden können. Es gibt bislang keine Publikation, die alle bei Berliet gebauten Typen mit ihren Varianten abhandelt. Die technischen Daten wurden daher im Wesentlichen den Anträgen der Firma Berliet auf Erteilung einer allgemeinen Betriebserlaubnis an die zuständige Behörde (Ingenieur des mines) entnommen. Diese Anträge sind alle erhalten und in der Fondation Berliet in Lyon einsehbar und durchnummeriert.
| Typ  | Motor | Zyl. | Bohrg. | Hub   | Hubr. | /min | CV    | Chassis | Nutzl. | max. | Bem.,        |
|      | Typ   | Zahl | mm     | mm    | cm³   | max  | fisc. | kg      | kg     | kg   | Quelle       |
| ---- | ----- | ---- | ------ | ----- | ----- | ---- | ----- | ------- | ------ | ---- | ------------ |
| GSB  | Z10A  | 4    | 110    | 140   | 5322  | 1500 | 25    | 3280    | 5000   | *    | Bus 42 Sitze |
| GSD  | Z14   | 4    | 110    | 140   | 5322  | 1200 | 20    | 3200    | *      | *    | Bus 40 Sitze |
| GSE  | Z     | 4    | 110    | 140   | 5322  | 1200 | 20    | 3200    | *      | *    | Bus 25 Sitze |
| GSF  | MLU   | 6    | 110    | 140   | 7983  | 2100 | 30    | 3930    | *      | *    | [ 6 ]        |
| GSK  | LC    | 6    | 85     | 120   | 4086  | 2500 | 16    | 3250    | *      | *    | [ 7 ]        |
| GSF6 | MLU   | 6    | 95     | 140   | 5954  | 2600 | 23    | 3900    | *      | *    | [ 8 ]        |
| GS22 | MKB   | 4    | 110    | 154,8 | 5884  | 2100 | 22    | *       | *      | *    | [ 9 ]        |
| GS25 | MKU   | 6    | 100    | 140   | 6597  | 2600 | 25    | 3700    | *      | 9500 | Bus 40 Sitze |
| GS7  | MDB   | 4    | 120    | 160   | 7238  | 1350 | 19    | *       | *      | *    | [ 11 ]       |
| GS8  | MDC   | 6    | 110    | 150   | 8553  | 1800 | 23    | *       | *      | *    | [ 12 ]       |

- Berliet GSB war das erste Modell, allgemeine Betriebserlaubnis Juni 1924.
- Berliet GSD war eine spezielle Stadtbus-Variante, allgemeine Betriebserlaubnis Mai 1927.
- Berliet GSE hatte eine längere Haube, allgemeine Betriebserlaubnis Mai 1927.
- Berliet GSB und Berliet GSE gab es auch mit Holzgasmotor, sie hießen dann Berliet GSBG bzw. Berliet GSEG.
- Berliet GSF hatte stärkere Motoren, allgemeine Betriebserlaubnis November 1928.
- Berliet GSK hatte einen Motor mit schwächerer Leistung als der GSF, allgemeine Betriebserlaubnis April 1928. Für Berliet GSF und GSK waren zusammen die Chassisnummern 61001–61700 (also 700 Stück) reserviert; 1930 wurden 500, 1931 noch 3 Stück gebaut, die übrigen in den Jahren 1928–29[13].
- Berliet GS25 erhielt seine allgemeine Betriebserlaubnis November 1932, für ihn wurden 50 Chassisnummern (110301–110350) reserviert. Berliet GS22, Berliet GS7 und Berliet GS8 waren Motorvarianten der Typen GSF und GS25. Berliet GS7 und GS8 hatten Dieselmotoren.
- Im Oktober 1940 wurde der Typ Berliet GS21G mit Holzgasmotor (6 Zylinder, Bohrung × Hub 110 × 140 mm, 21 Steuer-PS) vorgestellt[14], indessen ist eine anschließende Produktion dieses Fahrzeuges nicht belegt. Möglicherweise wurden aber bestehende Fahrzeuge entsprechend umgerüstet.